# Пютанж-ле-Лак
Пютанж-ле-Лак (фр. Putanges-le-Lac) — муніципалітет у Франції, у регіоні Нижня Нормандія, департамент Орн. Пютанж-ле-Лак утворено 1 січня 2016 року шляхом злиття муніципалітетів Шенедуї, Ла-Форе-Овре, Ла-Френе-о-Соваж, Меній-Жан, Пютанж-Пон-Екрепен, Рабоданж, Ле-Ротур, Сент-Обер-сюр-Орн i Сент-Круа-сюр-Орн. Адміністративним центром муніципалітету є Пютанж-Пон-Екрепен. Населення — 2125 осіб (01.01.2021).